# Какао-боби

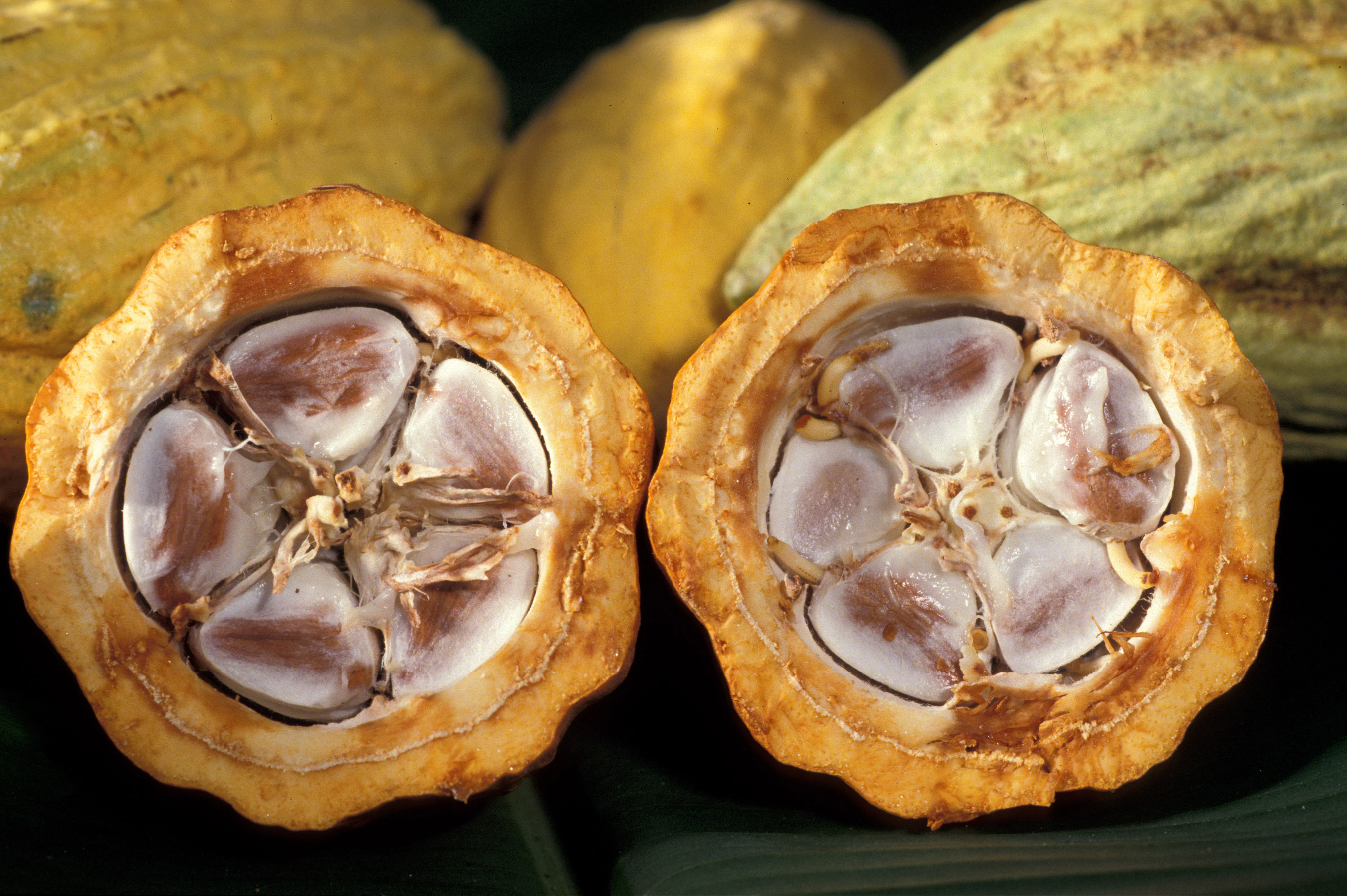
Витяг бобів з стручка какао

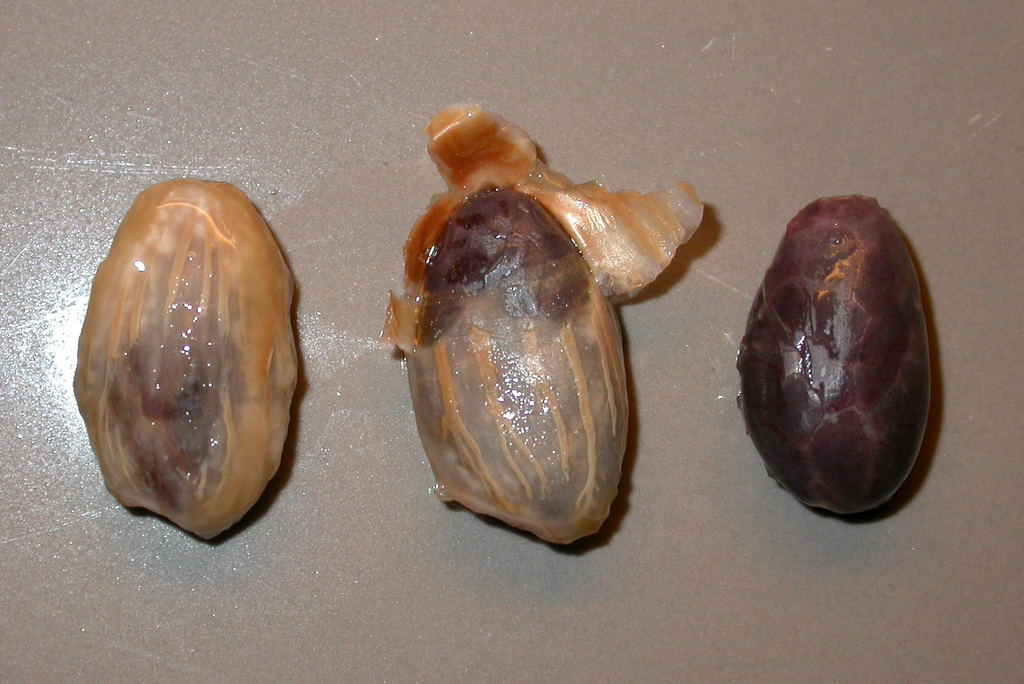
Стадії очищення бобу від м'якоті

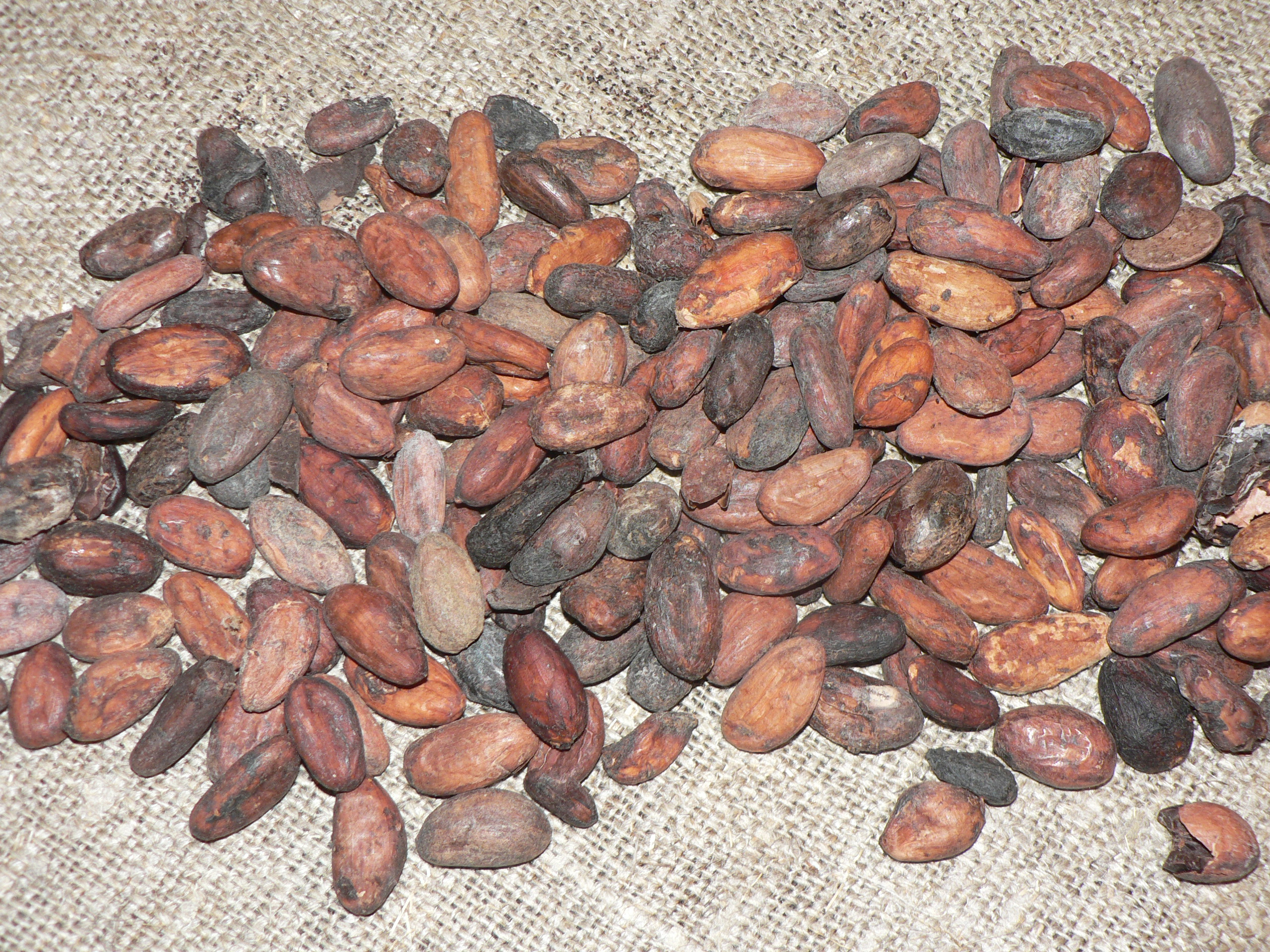
Какао-боби перед обсмажуванням

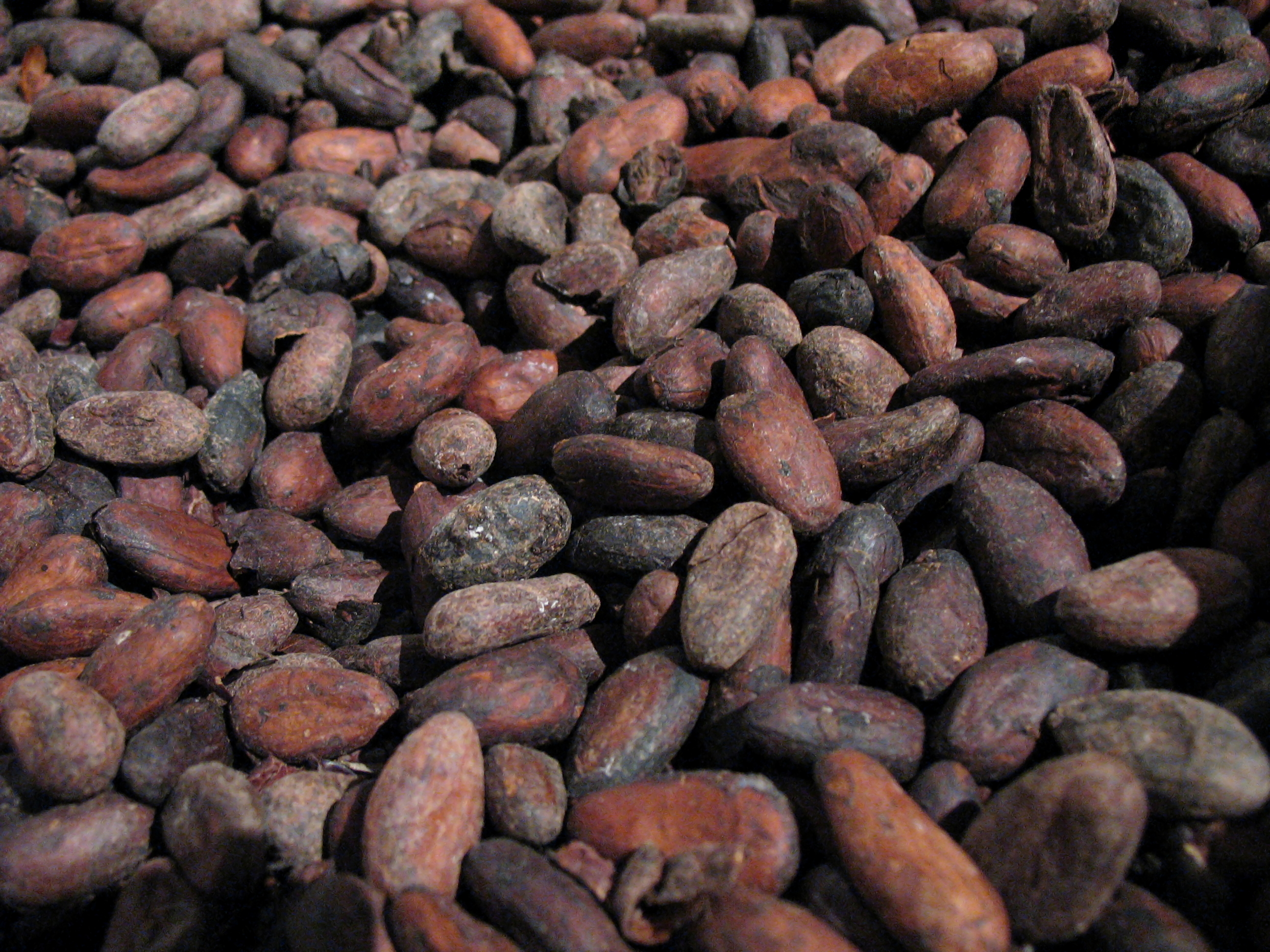
Обсмажені какао-боби

Боби какао або какао-боби — мигдалеподібне насіння, що містяться в плоді (стручку) шоколадного дерева (Какао). Джерело какао-порошку і какао-олії, з якого виготовляють шоколад.
Плід какао містить, крім м'якоті, від 30 до 50 досить великих насінин світлого (як правило, блідо-лілового) забарвлення, розташованих п'ятьма рядами. Боби какао складаються на 40-50 % з жиру, іменованого какао-олія, і сухих речовин, з яких отримують какао-порошок. Легко від'єднувана від бобів оболонка подрібнюється в шрот, який називається какаовелла.
До XIX століття боби какао замінювали індіанцям Центральної Америки дрібні розмінні гроші, у зв'язку з чим їх навіть підробляли. У 1841 році російський хімік О. А. Воскресенський отримав з какао-бобів активну речовину теобромін, що нагадує за багатьма параметрами кофеїн.

## Обробка і переробка
Після вилучення з плоду насіння какао близько тижня ферментують в провітрюваних ящиках, сушать на сонці (рідше спеціально нагрітим повітрям) і обсмажують, при цьому вони твердіють і темніють. Висушений біб важить приблизно один грам.
Після закінчення сушіння боби збирають в мішки і експортують для подальшої переробки на кондитерські підприємства розвинених країн, де їх спочатку обсмажують, а потім швидко охолоджують. При натисканні (на спеціальних апаратах) обсмажені боби без прикладання зусиль розпадаються на какаовеллу (18 %) і какао-крупку (82 %).
При дробленні кожен боб розщеплюється на 4-8 частинок розміром близько 8 мм, які далі обробляються лугом, що необхідно для знищення грибків і мікроорганізмів. Новоутворена крупка на вальцах або млинах подрібнюється до тертого какао, з якого під великим тиском на гідравлічних пресах вичавлюють какао-олії.
По закінченні віджиму олії з преса при температурі близько 90 ° вивантажують знежирену какао-макуху, яка перемелюється в  порошок какао.
З лушпиння виробляють какао чай.

## Хімічний склад
В бобах какао міститься близько 300 різних речовин, з яких кожне шосте відповідає за специфічний аромат какао. Найважливіші з них: анандамід, аргінін, дофамін (нейромедіатор), епікатецін (антиоксидант), гістамін, магній , серотонін (нейромедіатор), триптофан, фенілетиламін, поліфенол (антиоксидант), тирамін і салсолінол.
Приблизний хімічний склад какао-бобів: 54,0 % жири, 11,5 % білки, 9,0 % целюлоза, 7,5 % крохмаль і полісахариди, 6,0 % дубильні речовини (танін) і фарбувальні речовини, 5,0 % вода, 2,6 % мінеральні речовини і солі, 2,0 % органічні кислоти і смакові речовини, 1,0 % цукориди і 0,2 % кофеїн. Калорійність 565 ккал.

## Сорти
Розрізняють дві базові групи какао-бобів — «шляхетні» (кріолло, Criollo, що на іспанському означає «тубілець») і «споживчі» (форастеро, Forastero, що означає «прибулець»). Полоди першої групи червоні та м'які, другої — тверді та жовті. Кріолло мають горіховий присмак, а форастеро — виражений запах та трішки гірчать. Споживчі боби необхідно ферментувати в два рази довше, чим благородні.
Кріолло обробляють на обмежених територіях переважно в Америці та Індонезії. Лідируючі позиції на світовому ринку займають форастеро, сорту не дуже примхливі і високоврожайні. У Західній Африці переважає їх різновид — амелонадо. Відомі гібриди цих сортів, наприклад, трінітаріо з острова Тринідад.
Так як смак какао залежить не тільки від генетичних особливостей, а й від ґрунту і кліматичних умов, то поряд з сортами какао кондитери звертають увагу і на області їх вирощування. При переробці какао-боби різних сортів і походження часто змішують для отримання оптимального аромату (букету) і смаку.

## Какао-горішки
Не всі какао-боби піддаються подальшій переробці. Смажені, очищені від оболонки і подрібнені какао-боби набирають популярність в західних країнах як самостійний харчовий продукт — ядерця какао (англ. cacao nibs). Вони використовуються для «перекусу» точно так само, як звичайні горіхи. На харчових підприємствах цей продукт додають до деяких марок шоколаду для надання йому більш натуральної текстури.